# Antoigny
Antoigny foi uma comuna francesa na região administrativa da Normandia, no departamento Orne. Estendia-se por uma área de 4,81 km². Em 2010 a comuna tinha 122 habitantes (densidade: 25,4 hab./km²).
Em 12 de janeiro de 2016, passou a formar parte da comuna de La Ferté-Macé.